# داسو ميراج 5

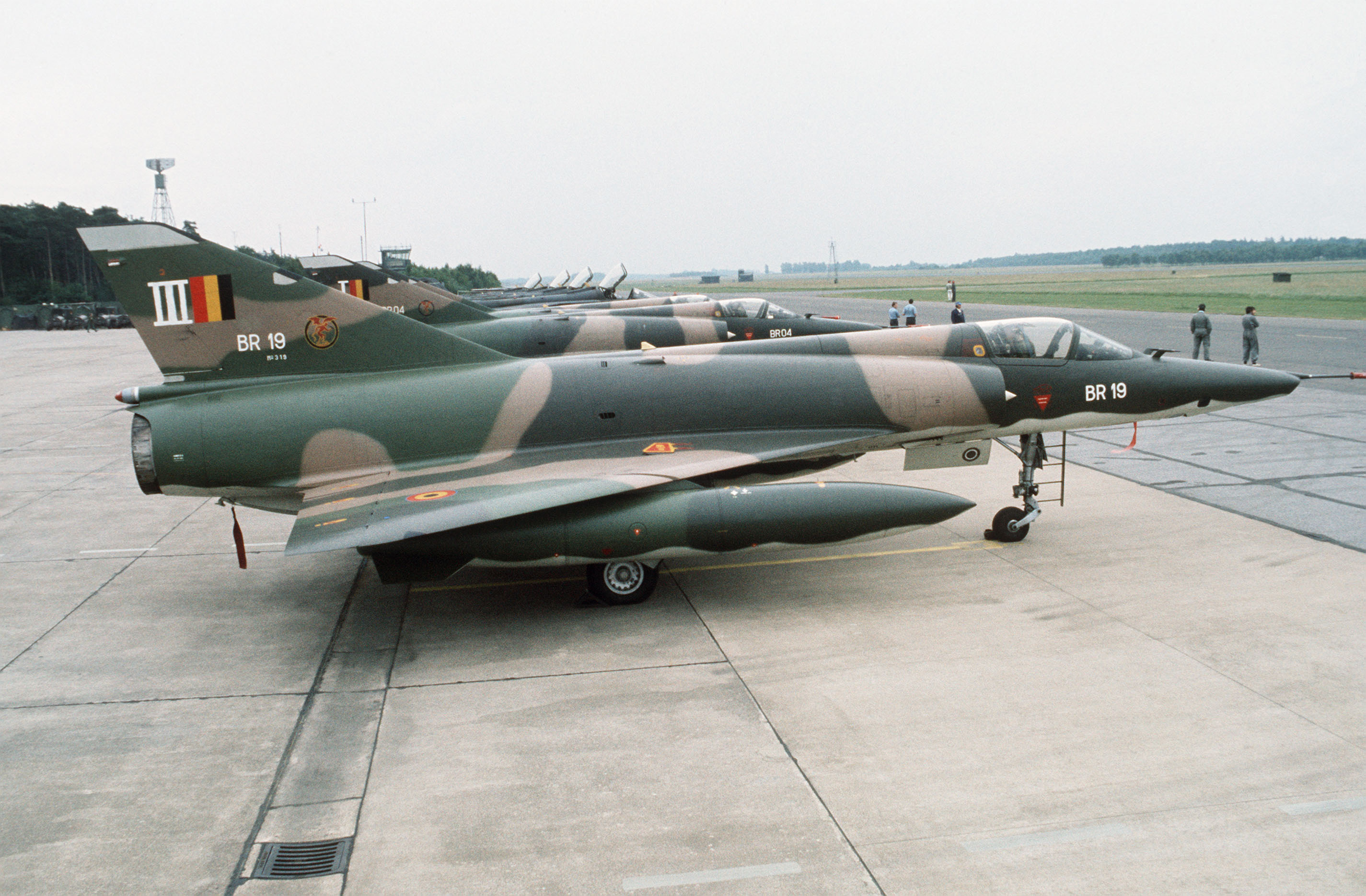
طائرة ميراج 5

داسولت ميراج 5 طائرة فوق صوتية هجومية صممتها شركة داسو أفياسيون الفرنسية. تعد الطائرة من أشهر مقاتلات القرن العشرين فقد ساهمت في الكثير من النزاعات أبرزها الحروب العربية الإسرائيلية حيث كانت تشكل عماد سلاح الجو الإسرائيلي سنة 1967 ثم شكلت أيضا عماد سلاح الجو الليبي في بداية السبعينات ثم دخلت الخدمة في سلاح الجو المصري والباكستاني.
صنعت بموجب رخصة في إسرائيل وجنوب أفريقيا كما خدمت أيضا في سلاح الجو التشيلي والهندي، وجاءت كتطوير للشهيرة ميراج 3 التي تعد أول طائرة أوروبية تفوق سرعتها سرعة الصوت حققت سرعة قصوى قدرها 2,2 ماخ معدل تسلق 83 متر ثانية مع سقف أقصى للتحليق 17000 متر.